# Ферапонтов, Владимир Петрович (Герой Советского Союза)
Влади́мир Петро́вич Ферапо́нтов (1909, Белебей, Уфимская губерния, Российская империя — 1943) — командир пулемётного расчета 1-й пулемётной роты 1-го стрелкового батальона 202-го гвардейского стрелкового полка 68-й гвардейской стрелковой дивизии 40-й армии Воронежского фронта, гвардии старший сержант. Герой Советского Союза.
Член ВКП(б)/КПСС с 1940 года.

## Биография
Родился 12 июня 1909 года в городе Белебей (Республика Башкортостан) в крестьянской семье. Русский. В большой семье Ферапонтовых было четверо детей, а он был старшим, поэтому рано познал труд. Отец — конторщик, а мать — домохозяйка.
Учился в школе, в 1922—1927 годах в Белебее в современной школе № 1. Окончил 10 классов.
Работал воспитателем детской колонии и директором средней школы № 1 в городе Белебее, учителем математики и директором школы № 2 в посёлке Давлеканово (1941—1943), инспектором Давлекановского районного отдела народного образования (1929—37).
В Красную Армию призван Давлекановским райвоенкоматом Башкирской АССР в феврале 1943 года. В действующей армии с августа 1943 года.
Командир пулемётного расчета 1-й роты 1-го стрелкового батальона 202-го гвардейского стрелкового полка гвардии старший сержант Владимир Ферапонтов отличился при форсировании реки Днепр. 25 сентября 1943 года он в числе первых переправился на правый берег Днепра в районе села Балыко-Щучинка Кагарлыкского района Киевской области Украины, ворвался в село и огнём своего пулемёта истребил до взвода гитлеровцев.
В последующие дни — по 3 октября 1943 года — Ферапонтов отразил 15 контратак и истребил более 80 солдат и офицеров противника.
18 ноября 1943 года Ферапонтов скончался от ран, полученных в одном из боёв.
Похоронен в селе Ерковцы Переяслав-Хмельницкого района Киевской области Украины.

## Награды
- Указом Президиума Верховного Совета СССР от 13 ноября 1943 года за образцовое выполнение заданий командования и проявленные мужество и героизм в боях с немецко-фашистскими захватчиками гвардии старшему сержанту Ферапонтову Владимиру Петровичу присвоено звание Героя Советского Союза[2];
- орден Ленина (13.11.1943);
- медали.

## Память
Белебей
- Белебеевская средняя школа № 1, где учился Владимир Ферапонтов, носит его имя, на здании школы имеется памятная доска с надписью:

«В нашей школе учился Герой Советского Союза Ферапонтов Владимир Петрович. Пехотинец» (в сообщении СМИ встречается неправильная надпись: «В этом здании в 1922—1927 годы учился Герой Советского Союза В. П. Ферапонтов»— 
- в городе Белебее на доме по ул. Красноармейская, 68, где жил Ферапонтов, установлена мемориальная доска.

«Здесь родился в 1909 г. и жил до 1929 года Герой Советского Союза Ферапонтов Владимир Петрович. Погиб в боях за Советскую Родину в 1943 году 16/XI».— 
Ерковцы
- В селе Ерковцы установлен памятник

Давлеканово
- В городе Давлеканово — именем Героя названа улица.
- Средняя школа № 2 города Давлеканово носит имя героя. На территории школы стоит памятник Герою Советского Союза.